# Vùng lãnh thổ tiếp giáp Cieszyn Silesia

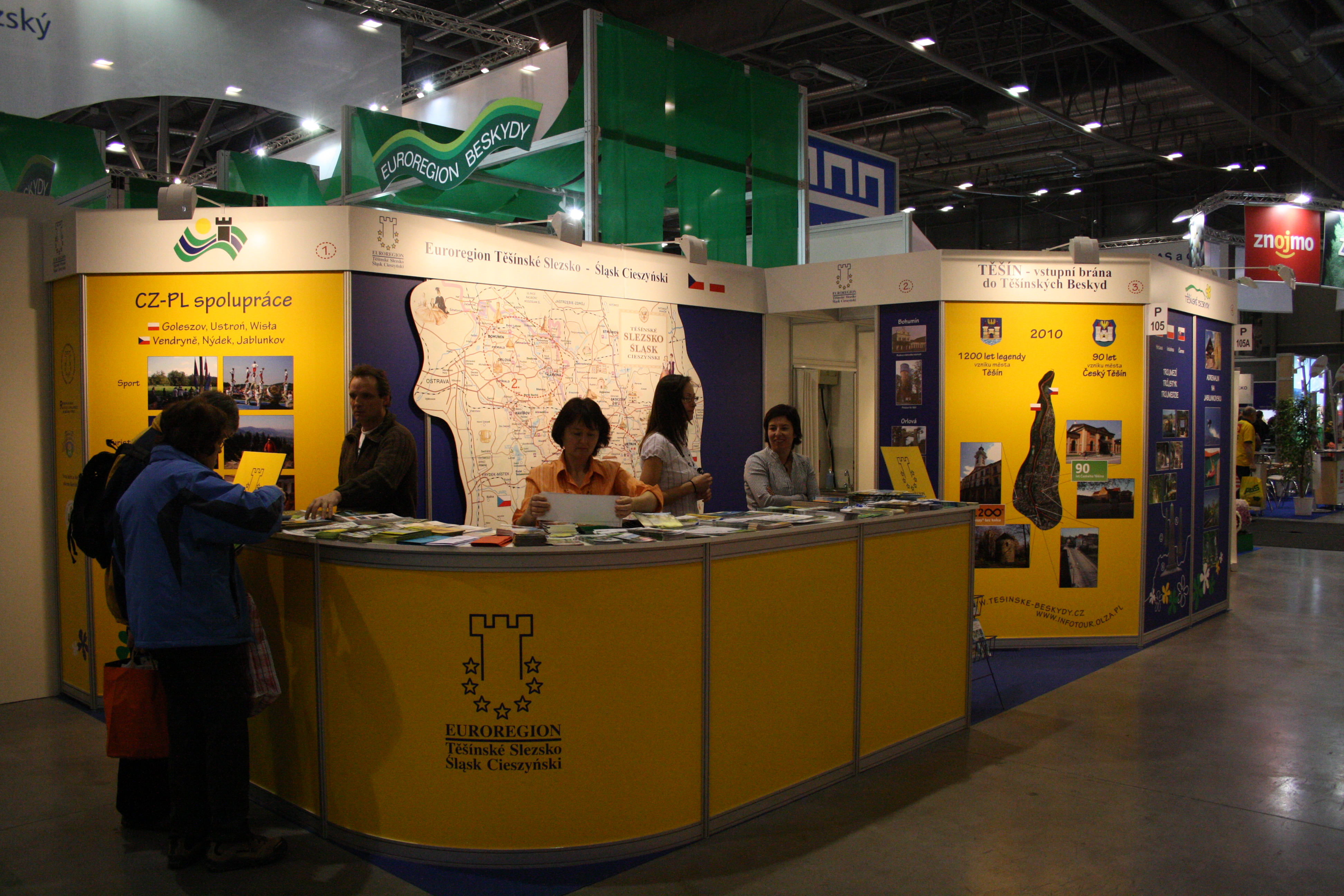
Trình bày về Euroregion tại Brno (2010)

Euroregion Cieszyn Silesia (tiếng Ba Lan: Euroregion Śląsk Cieszyński, tiếng Séc: Euroregion Těšínské Slezsko) là một trong những vùng lãnh thổ tiếp giáp châu Âu (cấu trúc hợp tác xuyên quốc gia) giữa Ba Lan và Cộng hòa Séc. Nó có diện tích khoảng 1.400   km² và hơn 680.000 cư dân. Các thành phố lớn nhất là Jastrzębie Zdrój từ phía Ba Lan và Havířov từ phía Séc. Nó được thành lập vào ngày 22 tháng 4 năm 1998.
Nó bao gồm một phần lớn của khu vực lịch sử của Cieszyn Silesia :
- ở Ba Lan: 12 đô thị của Hạt Cieszyn, 2 đô thị của Hạt Bielsko (Jaworze và Jasienica), 1 đô thị ở Hạt Wodzisław (Godów) và Jastrzębie Zdrój (tuy nhiên, hai đô thị cuối cùng không phải là một phần của Ciesz.
- tại Cộng hòa Séc: 16 đô thị của huyện Karviná và 24 đô thị ở phía đông của quận Frýdek-Místek;[1][2]

Không phải toàn bộ khu vực của vùng Cieszyn Silesia lịch sử thuộc về châu Âu, chủ yếu là Bielsko và Czechowice-Dziedzice và Frýdek với khu vực xung quanh, phía đông sông Ostravice, thuộc Euroregion Beskydy.

## Mục tiêu chiến lược của Euroregion
- phát triển rộng khắp khu vực
- trao đổi kinh nghiệm và thông tin
- hỗ trợ văn hóa, giáo dục và thể thao trong khu vực
- phát triển cơ sở hạ tầng giao thông khu vực
- cải thiện an ninh của công dân
- phát triển ngành du lịch
- hợp tác giữa các trường và hỗ trợ cho các sáng kiến sinh thái